# Temple de La Gendronnière
Le temple de La Gendronnière, fondé en 1980 dans les environs de Blois, est l'un des principaux temples européens de l'école Sōtō du bouddhisme zen.

## Histoire et activités
Le temple a été fondé en 1980 par Taisen Deshimaru qui introduisit le zen Sōtō en France depuis le Japon. Son nom complet est Zendonien Tai Sei Bukkyo Dai Ichi, ce qui signifie : « Principal Dojo Sôtô d'Occident pour l'Enseignement du Bouddha ». Un panneau placé vers la grande cloche le désigne le lieu comme « La Gendronnière, principal temple zen d'Occident. Château de la non-peur »,,.
Le temple se trouve sur la commune de Valaire, près de Blois en Loir-et-Cher. Il est implanté dans un domaine de 80 hectares, un formé par une grande forêt piquée de petits lacs. Le domaine comprend un château datant de la fin du xixe siècle.
Après la mort de Deshimaru (1982) une partie de ses cendres a été enterrée au temple de La Gendronnière.
Par la suite, le temple Sōtō est devenu le lieu de rencontre des différentes sanghas liées à maître Deshimaru. Un camp d'été y est organisé chaque année, et des colloques réunissant plusieurs centaines de participants ont lieu tous les deux ou trois ans. Le camp d'été suit la tradition de l'ango (la retraite d'été), instaurée par le bouddha Shakyamuni, et qui a été actualisée et adaptée à notre époque par Taisen Deshimaru. Des pratiquants du monde entier se réunissent pour l'ango.
Des sesshins sont organisés dans le temple chaque mois. L'enseignement est donné par les disciples les plus âgés du fondateur, comme durant le camp d'été. Parallèlement, d'autres types de retraites avec des ateliers thématiques (par exemple, Shodō, calligraphie ; Sumi-e, peinture au pinceau et à l'encre ; Ikebana, arrangement floral...) sont organisés, qui associent l'apprentissage d'un art ou d'une discipline à la méditation zen. C'est le cas : des retraites telles que  « Les doigts d'or », « L'esprit du geste », « Arts et santé », etc.

## Bâtiments
Plusieurs bâtiments constituent l'ensemble du temple. Le centre névralgique en est le grand dojo (salle pour la méditation) de 400m² où se déroulent les zazen (méditation zen) et les cérémonies. Par la suite, un plus petit dojo, jouxtant le grand, a été construit pour la vie quotidienne. L'ensemble se trouve dans un domaine de 80 hectares, dans une grande forêt piquée de petits lacs.

Vues des bâtiments
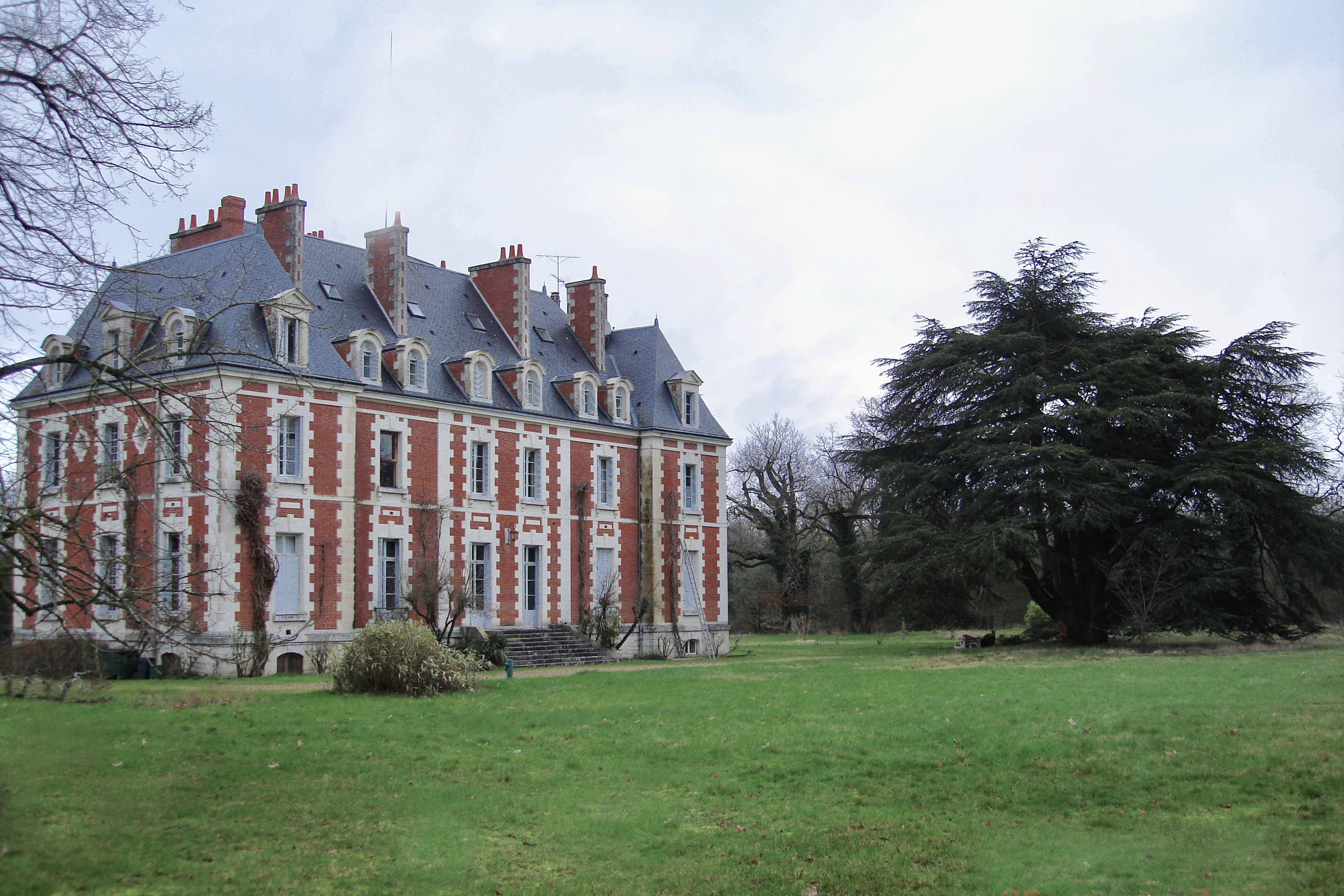
Le château
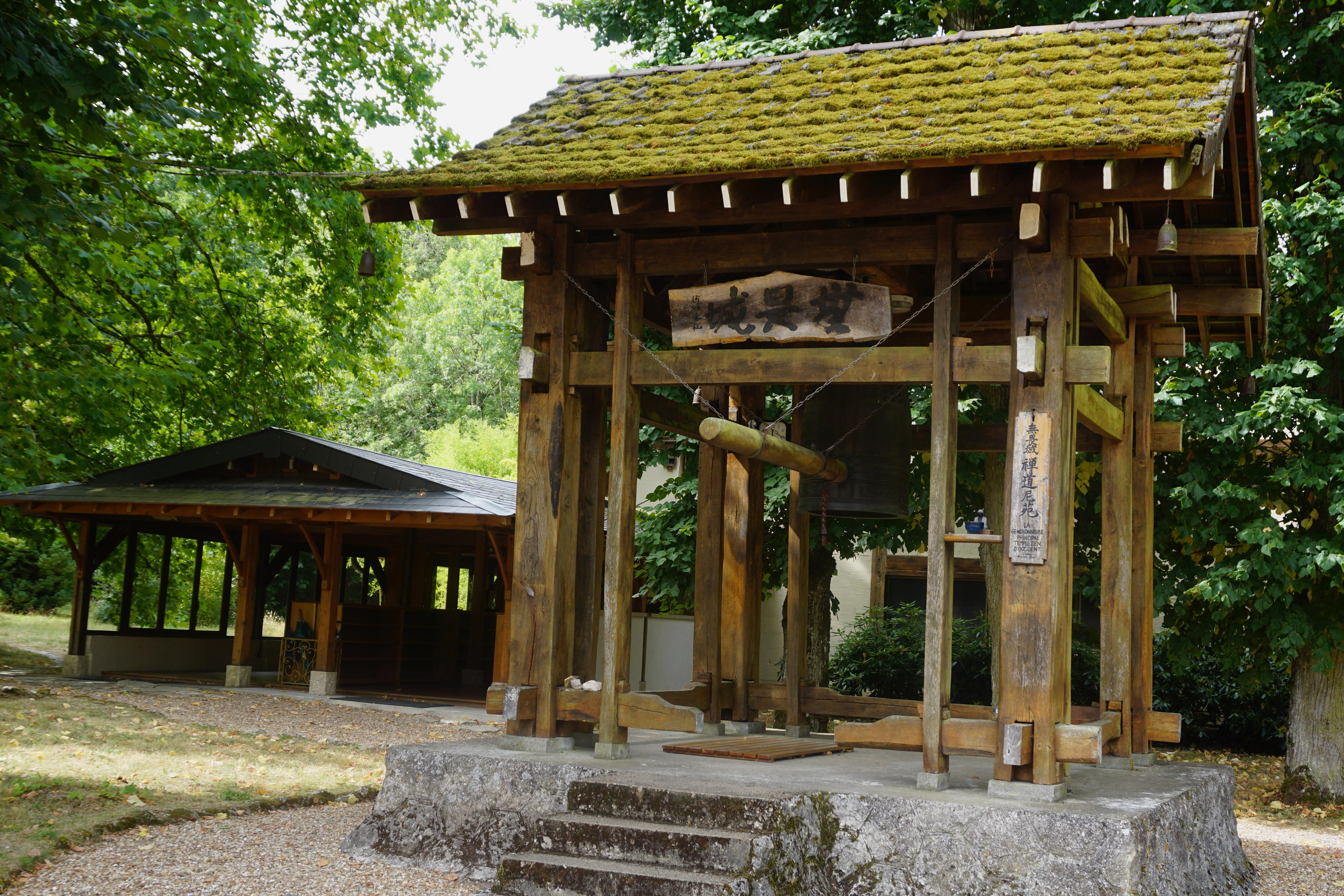
La grande cloche (boncho), à droite. À gauche, l'entrée du grand dojo.
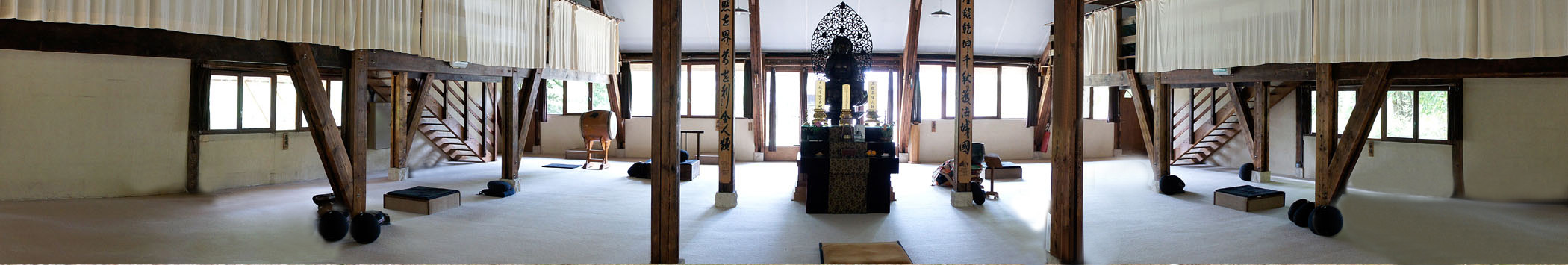
Vue intérieure du grand dojo.

## Maîtres et enseignants (sélection)

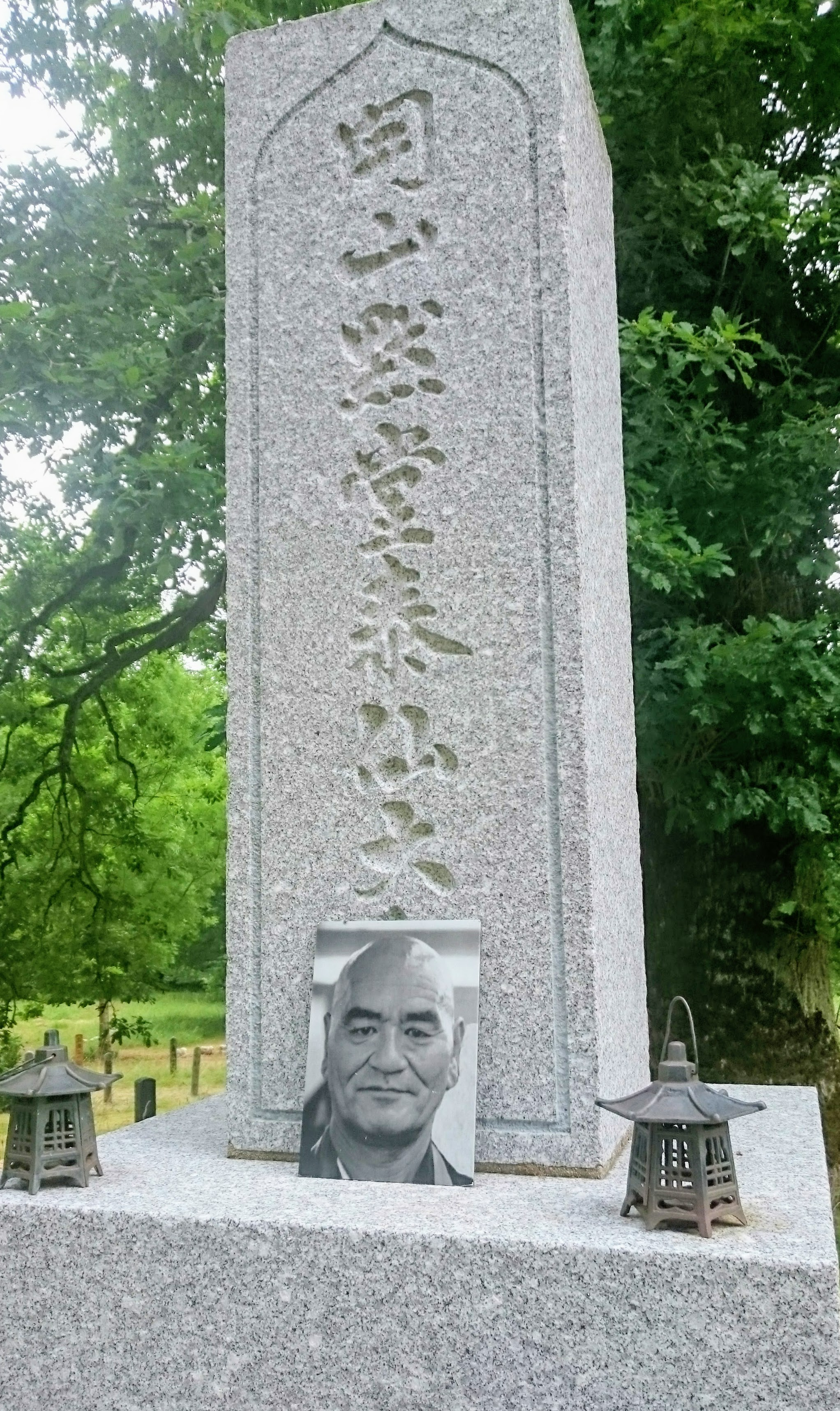
Stèle de T. Deshimaru, dans le parc, sous laquelle sont ensevelies ses cendres.

Philippe Reiryu Coupey (né en 1937) est arrivé en France des États-Unis en 1968, a pratiqué zazen au dōjō de Paris avec Maître Deshimaru à partir de 1972. Il dirige des sesshins en Europe depuis 1980 et est l'un des enseignants du dōjō de Paris depuis 1982. Chaque année depuis 1994, il dirige l'un des camps d'été de la Gendronnière. Philippe Coupey est actuellement le guide spirituel d'une trentaine de dōjōs et de groupes en France, en Allemagne et en Suisse.
Jiko Simone Wolf (née en 1940) a commencé à pratiquer zazen avec Deshimaru au dōjō Pernety à Paris. Après sa mort, elle a fondé le Centre Zen de La Chaux-de-Fonds en Suisse en 1982. En 2004, elle reçoit la transmission du Dharma de Yuko Okamoto Rōshi et fonde en 2009 le temple Ryokuinzan-Kōsetsu-ji près de La Chaux-de-Fonds, diffuse le Zen Sōtō principalement en Suisse ainsi que sur la Gendronnière et est l'une des responsables de l'AZI.
Roland Yuno Rech (né en 1944) a été élève de Taisen Deshimaru de 1972 à 1982. Depuis la mort de son maître, Roland Y. Rech s'est consacré à la pratique et à l'enseignement du zen à l'AZI. En 1984, il a reçu la transmission du Dharma de Niwa Rempo Zenji. Il dirige le temple Gyobutsu-ji à Nice et des sesshins dans plusieurs pays, principalement en France, en Belgique, en Allemagne et en Italie.
Laure Hosetsu Scemama (née en 1948) pratique depuis 1977, et s'est engagée activement dans les dōjōs de Marrakech et de Toulon, a été membre fondateur du monastère de Kanshoji (Dordogne) et a fondé le Centre Zen de Limoges en 2003. Elle enseigne en France ainsi que dans d'autres pays et a reçu la transmission du Dharma de Donin Minamizawa Rōshi en 2008. Elle est kyoshi (enseignante certifiée), abbesse adjointe du monastère de Kanshoji, et l'une des dirigeants de l'AZI. 
Olivier Reigen Wang-Genh (né en 1955) pratique depuis 1973. Il a été ordonné moine par son maître Taisen Deshimaru en 1977 et l'a suivi jusqu'à sa mort. Le dōjō de Strasbourg, qu'il dirige, devient un centre régional organisant de grandes retraites dans les Vosges. Il a fondé le temple Kosan Ryumon Ji à Weiterswiller (Alsace) en 1999. En 2001, il a reçu la transmission du Dharma de Maître Dosho Saikawa. Il est président de l'Union bouddhiste de France depuis 2007 et c'est un des dirigeants de l'AZI.

Maîtres et enseignants
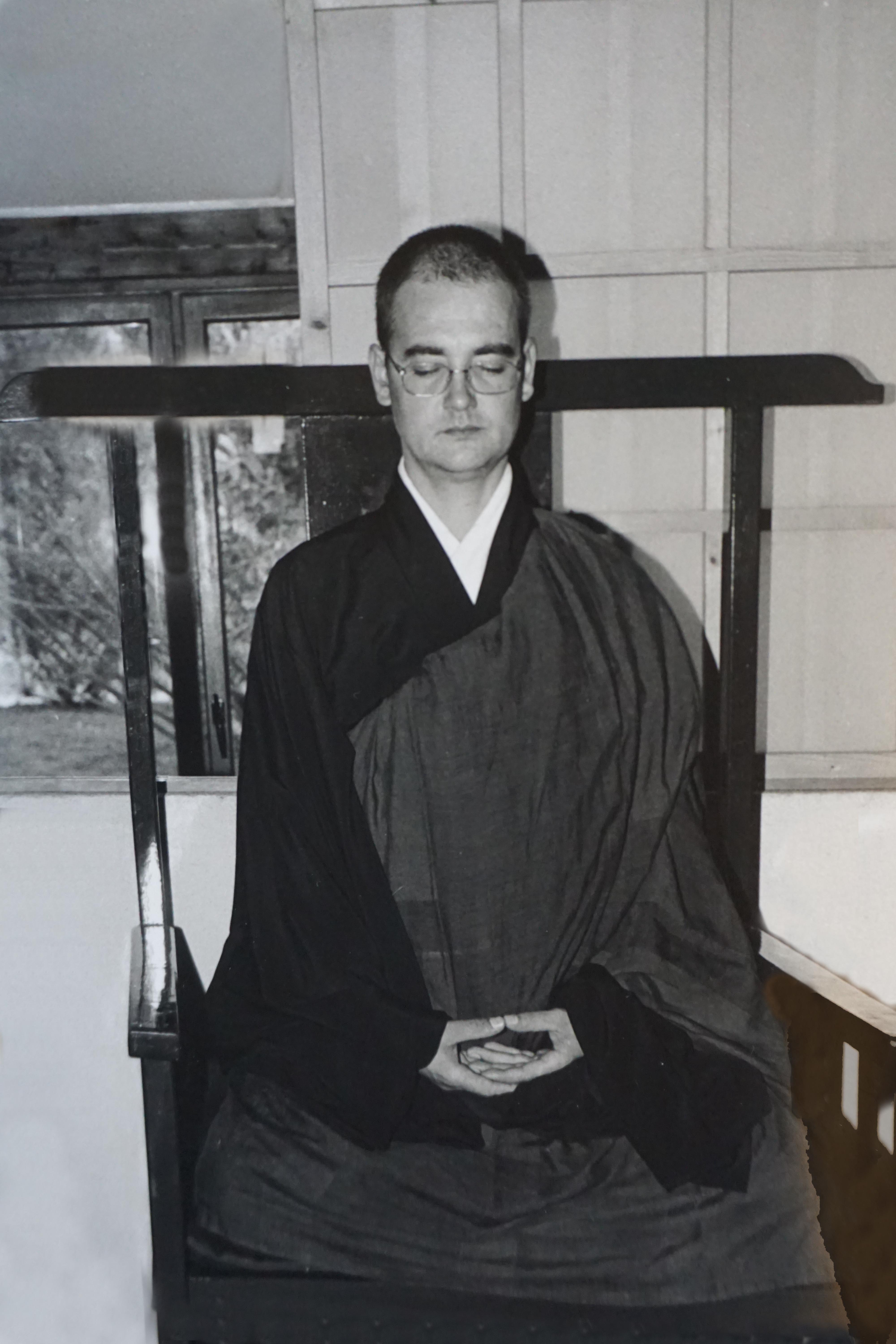
Olivier Reigen Wangh-Genh. La Gendronnière (1994)
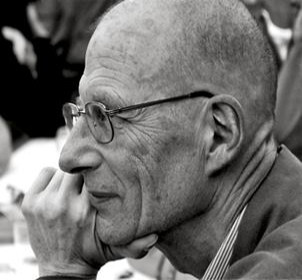
Philippe Reiryu Coupey